# Steve Cochran
Steve Cochran, all'anagrafe Robert Alexander Cochran (Eureka, 25 maggio 1917 – Largo del Guatemala, 15 giugno 1965), è stato un attore statunitense.

## Biografia
Figlio di un commerciante di legnami californiano, Steve Cochran si laureò all'Università del Wyoming nel 1939 e, dopo aver lavorato per qualche tempo come mandriano di ranch, iniziò a recitare con compagnie teatrali di giro. Interpretò Shakespeare a Carmel, in California, e approdò successivamente a Broadway, dove recitò accanto a Mae West nel revival della commedia Diamond Lil. Nel 1945 cominciò a lavorare nel cinema, debuttando nel film commedia L'uomo meraviglia (1945), interpretato da Danny Kaye, e per alcuni anni si specializzò in ruoli di supporto, solitamente di giovanotto duro ed egoista, o di amante insensibile. 

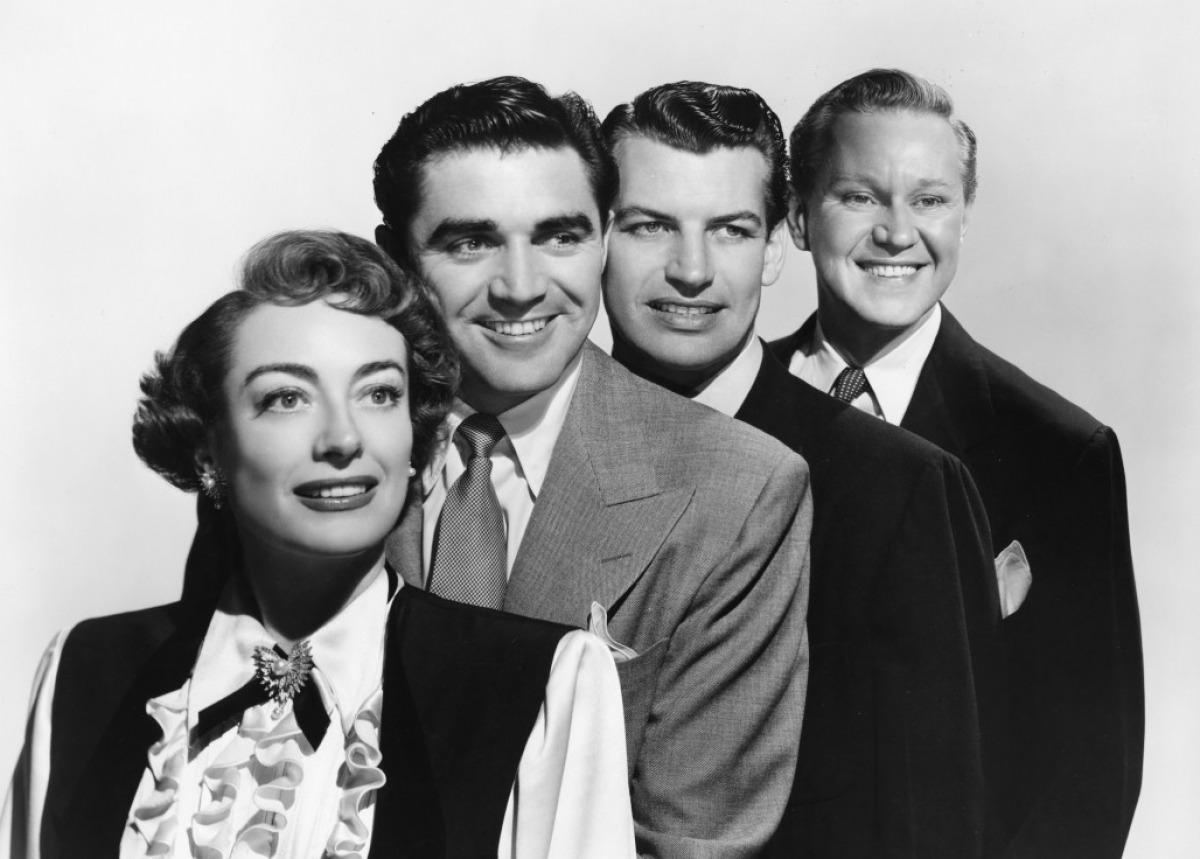
secondo da sinistra, con Joan Crawford, Richard Egan e David Brian nel film I dannati non piangono (1950)

Passato nel 1949 alla Warner Brothers, si segnalò nel noir La furia umana (1949), in cui interpretò il ruolo del gangster Big Ed Somers con notevole successo. Nella prima metà degli anni cinquanta fu particolarmente attivo sul grande schermo, interpretando ruoli di rilievo in melodrammi come I dannati non piangono (1950), accanto a Joan Crawford, in western come Il passo dell'avvoltoio (1951), in pellicole d'avventura come I cavalieri di Allah (1953) e B-movie quali La carovana del luna park (1954) e Dollari che scottano (1954). Nello stesso periodo Cochran fondò una propria casa di produzione, la Robert Alexander Production, con la quale tentò di realizzare delle serie televisive, ma con scarsi risultati. Fu più fortunato sul grande schermo, dando le sue migliori interpretazioni proprio alla metà degli anni cinquanta, prima nel film L'amore più grande del mondo (1956), una commedia drammatica in cui interpretò la parte di un contadino che cerca di riconciliarsi con la propria famiglia e di non ricadere nell'alcolismo. Per il drammatico Il grido (1957) di Michelangelo Antonioni, Cochran si trasferì in Italia per interpretare il ruolo di Aldo, un triste vagabondo che non riesce a trovare un posto sicuro dove sistemarsi e che va incontro a un tragico destino, distinguendosi in entrambi i film per sensibilità e temperamento drammatico.
Negli anni successivi la carriera cinematografica di Cochran si avviò a un rapido declino e l'attore intensificò la propria attività sul piccolo schermo, recitando in serie televisive come Ai confini della realtà (1959), Gli intoccabili (1960-1961) e Il virginiano (1962). Tentando il rilancio sul grande schermo, all'inizio del 1965 l'attore scrisse, diresse, produsse e interpretò come protagonista Tell Me in the Sunlight, che uscì nel 1967, dopo la sua prematura scomparsa.

## Vita privata e morte
Steve Cochran ebbe fama di grande seduttore e fu protagonista delle cronache rosa per la tumultuosa vita privata, caratterizzata da numerose relazioni sentimentali con celebri attrici e protagoniste del mondo dello spettacolo; si sposò tre volte, prima con l'attrice Fay McKenzie, poi con Florence Lockwood, infine con Donna Jensen.
L'attore morì nel 1965, all'età di 48 anni, in circostanze mai del tutto chiarite. In viaggio a bordo del proprio panfilo lungo le coste del Guatemala, fu stroncato da un'infezione ai polmoni, e l'imbarcazione andò alla deriva per alcuni giorni senza che le tre compagne di viaggio dell'attore fossero in grado di governare la rotta; l'imbarcazione venne alla fine intercettata dalle autorità portuali di Port Champerico. La successiva inchiesta non chiarì le modalità dell'accaduto.

## Filmografia

### Cinema
- Boston Blackie Booked on Suspicion, regia di Arthur Dreifuss (1945)
- L'uomo meraviglia (Wonder Man), regia di H. Bruce Humberstone (1945)
- Boston Blackie's Rendezvous, regia di Arthur Dreifuss (1945)
- The Gay Senorita, regia di Arthur Dreifuss (1945)
- Preferisco la vacca (The Kid from Brooklyn), regia di Norman Z. McLeod (1945)
- Incatenata (The Chase), regia di Arthur Ripley (1946)
- I migliori anni della nostra vita (The Best Years of Our Lives), regia di William Wyler (1946)
- Copacabana, regia di Alfred E. Green (1947)
- Venere e il professore (A Song Is Born), regia di Howard Hawks (1948)
- La furia umana (White Heat), regia di Raoul Walsh (1949)
- I dannati non piangono (The Damned Don't Cry), regia di Vincent Sherman (1950)
- La banda dei tre stati (Highway 301), regia di Andrew L. Stone (1950)
- Il colonnello Hollister (So You Won't Talk), regia di Stuart Heisler (1950)
- La setta dei tre K (Storm Warning), regia di Stuart Heisler (1951)
- Il passo dell'avvoltoio (Raton Pass), regia di Edwin L. Marin (1951)
- Tortura (Inside the Walls of Folsom Prison), regia di Crane Wilbur (1951)
- Gli uomini perdonano (Tomorrow Is Another Day), regia di Felix E. Feist (1951)
- Pelle di rame (Jim Thorpe - All American), regia di Michael Curtiz (1951)
- Arrivano i carri armati (The Tanks Are Coming), regia di D. Ross Lederman e Lewis Seiler (1951)
- Fulmine nero (The Lion and the Horse), regia di Lewis King (1952)
- L'altra bandiera (Operation Secret), regia di Lewis Seiler (1952)
- Virginia dieci in amore (She's Back on Broadway), regia di Gordon Douglas (1953)
- I cavalieri di Allah (The Desert Song), regia di H. Bruce Humberstone (1953)
- Fuga nella palude (Shark River), regia di John Rawlins (1953)
- Il comandante del Flying Moon (Back to God's Country), regia di Joseph Pevney (1953)
- La carovana del luna park (Carnival Story), regia di Kurt Neumann (1954)
- Rummelplatz der Liebe, regia di Kurt Neumann (1954) (non accreditato)
- Dollari che scottano (Private Hell 36), regia di Don Siegel (1954)
- L'amore più grande del mondo (Come Next Spring), regia di R.G. Springsteen (1956)
- I diffamatori (Slander), regia di Roy Rowland (1957)
- L'arma del delitto (The Weapon), regia di Val Guest (1957)
- Il grido, regia di Michelangelo Antonioni (1957)
- La vita di un gangster (I Mobster), regia di Roger Corman (1958)
- Quantrill il ribelle (Quantrill's Raiders), regia di Edward Bernds (1958)
- The Beat Generation, regia di Charles F. Haas (1959)
- Corruzione nella città (The Big Operator), regia di Edward Bernds (1959)
- La morte cavalca a Rio Bravo (The Deadly Companions), regia di Sam Peckinpah (1961)
- Amore e desiderio (Of Love and Desire), regia di Richard Rush (1963)
- Tell Me in the Sunlight, regia di Steve Cochran (1965)
- Operazione Zanzibar (Mozambique), regia di Robert Lynn (1965)

### Televisione
- Lux Video Theatre – serie TV, 1 episodio (1953)
- Robert Montgomery Presents – serie TV, 1 episodio (1954)
- Studio One – serie TV, 3 episodi (1953-1955)
- General Electric Theater – serie TV, episodio 4x11 (1955)
- The Ford Television Theatre – serie TV, 2 episodi (1954-1956)
- Climax! – serie TV, 3 episodi (1954-1957)
- Schlitz Playhouse of Stars – serie TV, 1 episodio (1957)
- I racconti del West (Zane Grey Theater) – serie TV, 1 episodio (1958)
- Letter to Loretta – serie TV, 1 episodio (1959)
- Ai confini della realtà (The Twilight Zone) – serie TV, episodio 1x12 (1959)
- La città in controluce (Naked City) – serie TV, 1 episodio (1960)
- Le grandi fiabe (Shirley Temple's Storybook) – serie TV, 1 episodio (1960)
- Gli intoccabili (The Untouchables) – serie TV, 2 episodi (1960-1961)
- Bus Stop – serie TV, episodio 1x01 (1961)
- The Dick Powell Show – serie TV, episodio 1x18 (1962)
- Il virginiano (The Virginian) – serie TV, episodio 1x10 (1962)
- Stoney Burke – serie TV, 1 episodio (1963)
- Route 66 – serie TV, 1 episodio (1963)
- Death Valley Days – serie TV, 1 episodio (1964)
- Mr. Broadway – serie TV, episodio 1x01 (1964)
- La legge di Burke (Burke's Law) – serie TV, 3 episodi (1964-1965)
- Bonanza – serie TV, episodio 6x26 (1965)

## Doppiatori italiani
Nelle versioni in italiano dei suoi film, Steve Cochran è stato doppiato da: 
- Nino Pavese in Copacabana, I dannati non piangono, La banda dei tre stati, La setta dei tre K, Il passo dell'avvoltoio, Arrivano i carri armati, Fulmine nero, L'altra bandiera, Virginia, dieci in amore, I cavalieri di Allah, Il comandante del Flying Moon, La carovana del luna park, Incatenata
- Gualtiero De Angelis in L'uomo meraviglia
- Giorgio Capecchi in Venere e il professore
- Mario Pisu in La furia umana
- Otello Toso in Il grido
- Nando Gazzolo in Quantrill il ribelle
- Pino Locchi in Ai confini della realtà
- Riccardo Rossi in La morte cavalca a Rio Bravo (ridoppiaggio)